# Skákavka křížová
Skákavka křížová (Pellenes tripunctatus) je druh pavouka z čeledi skákavkovitých.

## Popis
Délka těla je u samců 4–5 mm, u samic 5–7 mm. Hlavohruď je tmavě hnědá až černá, lemovaná světlými chloupky. Samice má kolem očí bílé ochlupení, zatímco samec má tyto chloupky zářivě červené a pod očima má výrazný bílý proužek. 
Oválný, mírně zploštělý zadeček je tmavě zbarvený s typickou křížovou kresbou. Ta je tvořena příčným bílým středovým pruhem, který v zadní části zadečku přetíná podélný bílý proužek. Příčný pruh se často v zadní části rozpadá na jednotlivé světlé skvrny. U samců bývá příčná páska méně výrazná nebo zcela chybí. Po stranách zadečku se nachází světlé ochlupení. Nohy jsou tmavé se světlými chloupky.

## Rozšíření a výskyt
Jedná se o palearktický druh s výskytem v teplejších oblastech Evropy a Asie. V České republice je tento druh vzácný, vyskytuje se hlavně na jižní Moravě a ve středních Čechách.

## Způsob života
Jedná se o teplomilný druh. Vyskytuje se na suchých slunných stanovištích se skalnatým nebo písčitým podložím a nízkou vegetací. 
Samec předvádí samici „zásnubní tanec“, kdy zvedá a doširoka roztahuje přední pár nohou. Samice buduje kokon ve srolovaných spadaných listech nebo v ulitách plžů a následně jej hlídá až do vylíhnutí mláďat, která se poté ještě po určitou dobu drží pohromadě.
Skákavka křížová, stejně jako jiné druhy rodu Pellenes, často zimuje v prázdných ulitách plžů. Bylo pozorováno jisté skupinové chování tohoto druhu, kdy bylo nalezeno více jedinců v jedné ulitě, což je u skákavek přezimujících v ulitách poměrně vzácný úkaz vzájemné snášenlivosti.